# Kuźnia Wulkana
Kuźnia Wulkana (hiszp. La fragua de Vulcano) – obraz olejny hiszpańskiego artysty barokowego Diega Velázqueza.
Według jednych źródeł obraz został wykonany w Rzymie, podczas pierwszej podróży malarza do Włoch, według innych – powstał w rezydencji ambasadora Filipa IV, don Manuela de Foncesca. Stanowił uzupełnienie do innego dzieła, wykonanego w tym czasie, pt. Szata Józefa. W zbiorach królewskich znalazł się dzięki księciu Olivaresowi, który go zakupił i podarował królowi z przeznaczeniem do Pałacu Buen Retiro. W obu obrazach są dostrzegalne wpływy malarstwa emiliańskiego i koloryzmu weneckiego.

## Geneza
Motyw, przedstawiony na obrazie, pochodzi z greckiego eposu Odyseja Homera lub z Metamorfoz Owidiusza. Opowieść mówi o zdradzie bogini Wenus – żony Wulkana (Hefajstosa) – z bogiem wojny, Marsem. Romans został odkryty przez wszechwiedzącego boga Apolla:

On to [Apollo] pierwszy wypatrzył romans Wenery z Marsem, on, co z wysoka wszystko widzi pierwszy (Owidiusz, Metamorfozy, 4,171).

## Opis obrazu i interpretacje
Velázquez wybrał moment, gdy do kuźni Wulkana przybywa bóg Apollo z wieścią o zdradzie Wenus. Jego postać, okryta czerwonym suknem, kontrastuje z nagimi torsami pomocników boga ognia i nim samym. Gdyby nie jasna poświata wokół głowy Apolla kompozycja wskazywałaby na scenę rodzajową, a nie mitologiczną. Realizm postaci został zainspirowany dziełami Guida Reniego. Wieniec laurowy na głowie Apolla ma nawiązywać do jego innej roli – boga poezji. Przedstawienie wawrzynu – symbolu poezji – na tle kuźni i zapracowanych mężczyzn ma wskazywać na wyższość pracy ręcznej, a co za tym idzie wyższość malarstwa i rzeźby.
Postacie przedstawione zostały w różnych pozach, modelowane światłem bijącym od aureoli znad głowy Apolla. Wulkan, stojący przodem do widza, wydaje się być rozgniewany, a jego pomocnicy są wyraźnie zaskoczeni. Jednym z wyrazów gniewu boga ognia jest naprężenie mięśni muskularnego ramienia, trzymającego młot. Jeden z pomocników, który jest odwrócony plecami do widza, został ujęty w klasyczny sposób, przypominający greckie posągi umięśnionych herosów.
Artysta bardzo starannie i z dbałością o detale przedstawił martwą naturę: młoty i inne narzędzia znajdujące się na ziemi oraz szykowaną dla boga Marsa zbroję, która skupia na sobie światło. Na półce znajduje się jasny dzban, kolejny element – obok niebieskich sandałów Apolla i nieba nad nim – ożywiający ciemną tonację obrazu.

## Studium głowy Apolla

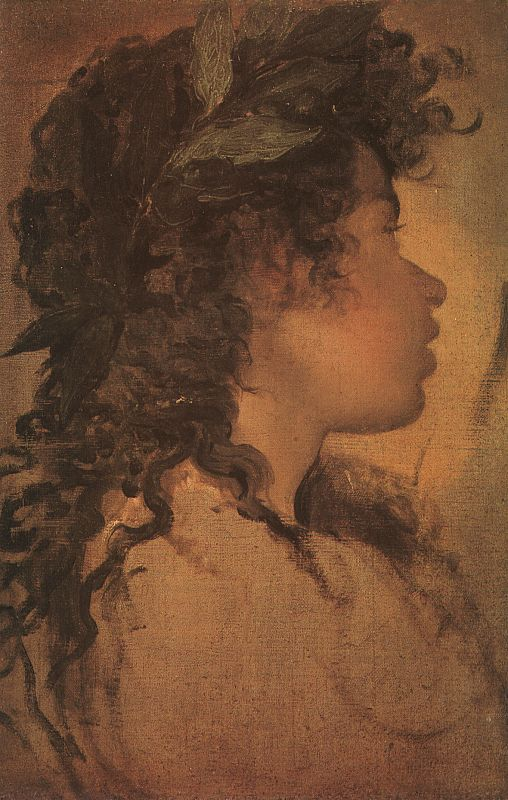
Studium głowy Apolla, kolekcja prywatna

Studium głowy Apolla znajduje się w prywatnej kolekcji w Nowym Jorku. W 1830 roku szkic, znajdujący się w Genui w kolekcji Isola, został sprzedany angielskiemu kupcowi. Argumentów co do autentyczności tego szkicu dostarczyło badanie radiograficzne Kuźni Wulkana. Widać na nim, że pod obecną wersją głowy boga znajduje się inna, bardziej przypominająca szkic. Jednak dyrektorka badań technicznych z Muzeum Prado, Carmen Garrido, wzbudziła wątpliwości w tej kwestii, wskazując liczne różnice pomiędzy szkicem a ostateczną pracą. Na podstawie przeprowadzonych badań wykazała, że na szkicu włosy postaci są dłuższe i zebrane ku tyłowi – ukrywają ucho i odsłaniają większą część twarzy. Policzki wydają się bardziej zaokrąglone, co nadaje twarzy cechy dziecka. Cieniowanie jest delikatniejsze, a wieniec laurowy gubi się we włosach. Autorstwo Velázqueza jest mimo wszystko powszechnie akceptowane przez współczesnych badaczy.